# Emilio Gamboa Patrón

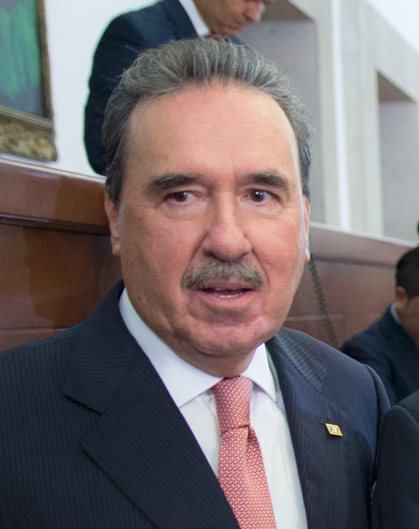
Emilio Gamboa Patrón

Emilio Antonio Gamboa Patrón (* 23. August 1950 in Mérida, Bundesstaat Yucatán) ein mexikanischer Politiker des Partido Revolucionario Institucional (PRI), der unter anderem zwischen 1991 und 1993 Generaldirektor des Sozialversicherungsinstituts sowie von 1993 bis 1994 Minister für Kommunikation und Verkehr war. Er gehörte sowohl dem Senat (2000 bis 2006, 2012 bis 2018) als auch dem Abgeordnetenhaus (2006 bis 2009) als Mitglied an.

## Leben
Emilio Antonio Gamboa Patrón, Sohn des Geschäftsmanna Emilio Gamboa Martinez und dessen Ehefrau Josefina Patron Mendez, absolvierte nach dem Schulbesuch ein Studium der Fachrichtung Industrielle Beziehungen an der Universidad Iberoamericana Ciudad de México (UIA), welches er mit einem Licenciado en relaciones industriales beendete. Zu seinen Kommilitonen gehörte der spätere Präsident der Partei der institionalisierten Revolution PRI (Partido Revolucionario Institucional) Genaro Borrego Estrada. Er war zwischen 1973 und 1976 Mitarbeiter im Bereich Personalentwicklung des Sozialversicherungsinstituts IMSS und 1976 für kurze Zeit Privatsekretär des technischen Leiters des Instituts des Nationalen Arbeiterwohnungsfonds INFONAVIT (Instituto del Fondo Nacional de la Vivienda para los Trabajadores). Daraufhin wechselte ins Ministerium für Kommunikation und Verkehr und war zunächst Berater sowie 1978 Unterdirektor für öffentliche Massentransportmittel und U-Bahnen. Durch Vermittlung von Genaro Borrego Estrada wurde er 1979 Privatsekretär des Ministers für Planung und Budgetierung, Miguel de la Madrid Hurtado. Er blieb auch Privatsekretär von Miguel de la Madrid Hurtado, während dieser vom 1. Dezember 1982 bis zum 30. November 1988 das Amt des Präsidenten der Republik Mexiko bekleidete.
Im Anschluss wurde er am 30. November 1988 als Nachfolger von José Campillo Sainz Generaldirektor von INFONAVIT und bekleidete diese Funktion bis zu seiner Ablösung durch Gonzalo Martínez Corbalá am 3. Januar 1991. Er selbst löste daraufhin am 3. Januar 1991 Ricardo Garcia Sainz als Generaldirektor des Sozialversicherungsinstituts IMSS Instituto Mexicano del Seguro Social ab und behielt diese Funktion bis zum 20. März 1993, woraufhin sein Studienfreund Genaro Borrego Estrada seine Nachfolge antrat.
Gamboa Patron, der sich auch als Präsident der Studentenvereinigung der Iberoamerikanischen Universität engagierte, übernahm am 20. März 1993 als Nachfolger von Andrés Caso Lombardo in der Regierung von Präsident Carlos Salinas de Gortari das Amt des Ministers  für Kommunikation und Verkehr (Secretario de Comunicaciones y Transportes) und verblieb in diesem Amt bis zum Ende der Präsidentschaft von Salinas de Gortari am 30. November 1994. Nach seinem Ausscheiden aus der Regierung fungierte er als Nachfolger von Manuel Muñoz Alonso vom 6. Dezember 1994 bis zu seiner Ablösung durch Carlos Salomón Cámara am 20. Dezember 1995 als Generaldirektor der Lotería Nacional para la Asistencia Pública, ein staatliches Glücksspiel- und Wettunternehmen, das als öffentliche Einrichtung des Staates fungiert und für die Produktion, Vermarktung, Veröffentlichung und Durchführung von Tombolas, elektronischen Spielen und legalen Tippgemeinschaften in Mexiko verantwortlich ist.
Gamboa Patrón war später zwischen dem 1. September 2000 und dem 31. August 2006 als Vertreter der nationalen Liste der PRI Mitglied des Senats (Senado de la República), eine der beiden Kammern des Kongresses der Union (Congreso General de los Estados Unidos Mexicanos), sowie vom 1. September 2006 bis zum 31. August 2009 Mitglied des Abgeordnetenhauses (Cámara de Diputados), der anderen Kammer des Parlaments, ehe er zwischen dem 1. September 2012 und dem 31. August 2018 noch einmal dem Senat als Mitglied angehörte. Am 12. September 2006 veröffentlichten mehrere mexikanische Zeitungen ein Gespräch zwischen Gamboa und dem Textilunternehmer Kamel Nacif Borge, der mit Jean Succar Kuri in Verbindung steht, der wegen Pädophilie, Kinderpornografie und Verführung Minderjähriger zu einer Freiheitsstrafe verurteilt wurde. In dem Gespräch forderte Kamel Nacif Borge Gamboa auf, die Casino-Initiativen im Senat einzustellen. Gamboa gab zu, den Geschäftsmann zu kennen, bestritt jedoch jegliche Einflussnahme. Gamboa Patrón wird in dem Buch „Los Demonios del Edén“ (Die Dämonen von Eden) von Lydia Cacho als einer der wichtigsten Verbündeten von Jean Succar Kuri genannt, da der Politiker laut Aussagen von Opfern und engen Freunden gerne Beziehungen zu Minderjährigen unterhielt.
Aus seiner Ehe mit Maria Angelica Miner de la Concha ging der PRI-Politiker Pablo Gamboa Miner (* 1986) hervor, der von 2015 bis 2018 sowie erneut seit 2001 dem Abgeordnetenhaus als Mitglied angehört.

## Hintergrundliteratur
- Roderic Ai Camp: Mexican Political Biographies, 1935–2009, University of Texas Press, Austin 2011, ISBN 978-0-292-72634-5, S. 255 f.
- Manuel Quijano Torres: 200 AÑOS DE ADMINISTRACIÓN PÚBLICA EN MÉXICO. LOS GABINETES EN MÉXICO: 1821–2012, S. 415, 536, INAP 2012 (Memento vom 26. Januar 2022 im Internet Archive)